# KN미사일 시리즈
KN 미사일 시리즈는 북한이 개발하고 있는 미사일 체계에 대해 대외적으로 붙여지고 분류되는 명명의 명칭이다. 따라서 북한에서는 자체적인 개발명이 이미 붙여져있다.

## 시리즈
- KN-02 (화성11호)- 2004년~2007년 등장
- KN-02 독사(Toksa) -2014년 발사
- KN-06 (번개5호) -2011년 시험발사
- KN-08 (화성13호) -북한 최초의 ICBM -2008년 발견
- KN-09 -2009년 발견
- KN-10 미사일   -2010년 발견
- KN-11 (북극성 1호, 화성 10호, 노동-D)-2015년 시험발사 , SLBM
- KN-17:《화성-12》형
- KN-18: 대함 탄도탄
- KN-19: 지대함 순항 미사일
- KN-20:《화성-14》형
- KN-21: 미상 단거리 미사일
- KN-22:《화성-15》형
- KN-23: 이른바 북한판 이스칸다르
- KN-24: 《화성-11나》형
- KN-25: 초대형 방사포
- KN-26: 《북극성-3》형
- KN-27: 2021년 1월 발사 미상 순항 미사일

## 같이 보기
- 노동 2호
- 대포동 2호
- 북핵 문제